# Difflugia
Difflugia је један од неколико родова амебоидних протиста чије врсте производе љуштуре или љуске од зрнаца песка. Њих ћелија прогута и током процеса пупљења или деобе они ће припасти новонасталим ћелијама уз тзв. органски цемент. Љуска има један терминалан отвор. Овај род је чест у мочварама. Крећу се уз помоћ псеудоподија. Хетеротрофни су и гутају своју храну.